# Marst
Marst (prononcé « mars-té »), nom de scène de Martial Thebault, est un DJ, auteur-compositeur, musicien et remixeur français de musique électronique.

## Biographie
Martial Thebault est originaire de Paris où il fit ses premières armes très tôt, ingérant la culture musicale de son grand cousin (qui lui donnera d'ailleurs les bases de la M.A.O.) et prenant des cours de batterie dès l'âge de 5 ans.
Courant 1999, au collège puis au lycée après un déménagement à Rouen, il forme des groupes de pop & rock avec ses amis, apprenant en même temps en autodidacte le piano, la guitare, la basse et le chant, ce qui lui permettra de commencer à écrire et composer des chansons et de se produire dans les salles de concerts normandes.
En 2007, ses partenaires musicaux déménageant tous vers d'autres villes pour leurs études, Martial se retrouve seul. Lui vient alors l'idée, avec toutes ces bases acquises et étant déjà très passionné de musique électronique, de s'acheter ses premières platines vinyles et de démarcher les bars et clubs de sa région.
La création d'un pseudonyme est alors nécessaire. Marst (prononcé « mars-té »), diminutif de son prénom et nom, sera choisi et lui permettra de composer professionnellement ses premiers titres électroniques et de devenir pendant 7 ans DJ résident du Shari Vari, bar emblématique du centre-ville aujourd'hui disparu.

## Discographie

### Compilations et VA
- 2018 : Insane - Bedrock Collection 2018 - Bedrock Records

- 2018 : Insane (BOg Remix) - Bedrock Collection 2018 - Bedrock Records

- 2016 : Aquamour - Four To The Floor 07 - Diynamic Music

- 2013 : Control Room - John Digweed (Live In Argentina) - Bedrock Records

- 2012 : Amazones (Original Magic Mix) - Espai For All - Espai Music

### Remixes
- 2017 : Le Monkey - La Visite Cathedrale (Marst Remix) - PUZL Records

- 2017 : Florian Kruse feat. Brolin - Navigator (Marst Remixes) - Metapop

- 2017 : Rafael Cerato - Destiny feat. John M (Marst Remix) - Click Records

- 2017 : TYNG & KMRN - WHAT (Marst Remix) - A-Traction Records

- 2014 : F.E.M - Mathematical (Marst Remix) - Neverending Records

- 2013 : Madben - Alphecca (Marst Remix) - Stripped Off

- 2013 : Maertz - Senseless Love (Marst Remix) - Espai Music